# Stefan Meier (Politiker)
Stefan Meier (* 6. November 1889 in Neustadt im Schwarzwald; † 19. September 1944 im KZ Mauthausen) war ein deutscher Politiker (SPD).

## Leben und Wirken

### Deutsches Kaiserreich (1889 bis 1919)
Nach dem Besuch der Volksschule in St. Georgen bei Freiburg in den Jahren 1897 bis 1904 arbeitete Meier ein Jahr als Landarbeiter. Von Juli 1905 bis Dezember 1908 durchlief er eine kaufmännische Lehre. 1906 trat er in die Sozialdemokratische Partei Deutschlands (SPD) ein. Von Oktober 1909 bis September 1910 war Meier beim Militär. Danach war er bis zum Ausbruch des Ersten Weltkriegs in verschiedenen Betrieben als Handlungsgehilfe und Expedient tätig. Am Krieg nahm Meier von August 1914 bis November 1918 teil. Im Juli 1915, während des Krieges, verlobte Meier sich mit Emma Hofheinz. Aus der Ehe ging unter anderem die Tochter Margarete, spätere Huber, und der Sohn Richard hervor.

### Weimarer Republik (1919 bis 1933)
Erste politische Aufgaben übernahm Meier in der Kommunalpolitik: von Mai 1919 bis Oktober 1927 war er Stadtrat in Freiburg. Außerdem bekleidete er das Amt des Parteisekretärs der SPD für den Kreis Freiburg. 1922 machte Meier sich als Kaufmann selbständig.
Bei der Wahl vom Dezember 1924 zog Meier erstmals in den Reichstag der Weimarer Republik ein. Während der nächsten vier Legislaturperioden (Dezember 1924 bis November 1932) vertrat er dort den Wahlkreis 32 (Baden). Nach seinem vorübergehenden Ausscheiden aus dem Reichstag bei der Wahl vom November 1932 konnte Meier anlässlich der Wahl vom März 1933 in das Parlament zurückkehren, dem er bis zur rechtswidrigen Aufhebung seines Mandates im Juni desselben Jahres angehörte.

### Zeit des Nationalsozialismus (1933 bis 1944)
Meier war einer von 94 Abgeordneten, die gegen das Ermächtigungsgesetz vom 24. März 1933 stimmten, das die juristische Grundlage für die Errichtung der NS-Diktatur bildete und das schließlich mit einer Mehrheit von 444 zu 94 Stimmen angenommen wurde.
Von März 1933 bis März 1934 wurde Meier als „Schutzhäftling“ im Konzentrationslager Ankenbuck gefangengehalten. Anschließend betrieb Meier ein Tabakwarengeschäft in Freiburg. 1939 wurde er als Kraftfahrer zur Motorisierten Schutzpolizeihundertschaft Konstanz in Staufen eingezogen, wo man ihn jedoch bereits nach wenigen Tagen wieder entließ. Im Oktober 1941 wurde Meier, nach der Denunziation durch eine Nachbarin, erneut verhaftet und von einem Sondergericht beim Landgericht Freiburg wegen Wehrkraftzersetzung beziehungsweise „Vorbereitung zum Hochverrat“ zu drei Jahren Zuchthaus verurteilt. Unmittelbar nach der Verbüßung seiner Haft wurde Meier ins KZ Mauthausen überführt, wo er im September 1944 ums Leben kam. Stefan Meier wurde 54 Jahre alt. Der Tod und die Kremierung von Meiers Leichnam wurden seiner Ehefrau am 23. September 1944 durch SS-Obersturmführer Schulz mitgeteilt. Als Todesursache wurde „akute Herzschwäche“ genannt. Meier war bis zu seiner Inhaftierung nicht herzkrank gewesen.

## Ehrungen und Würdigungen

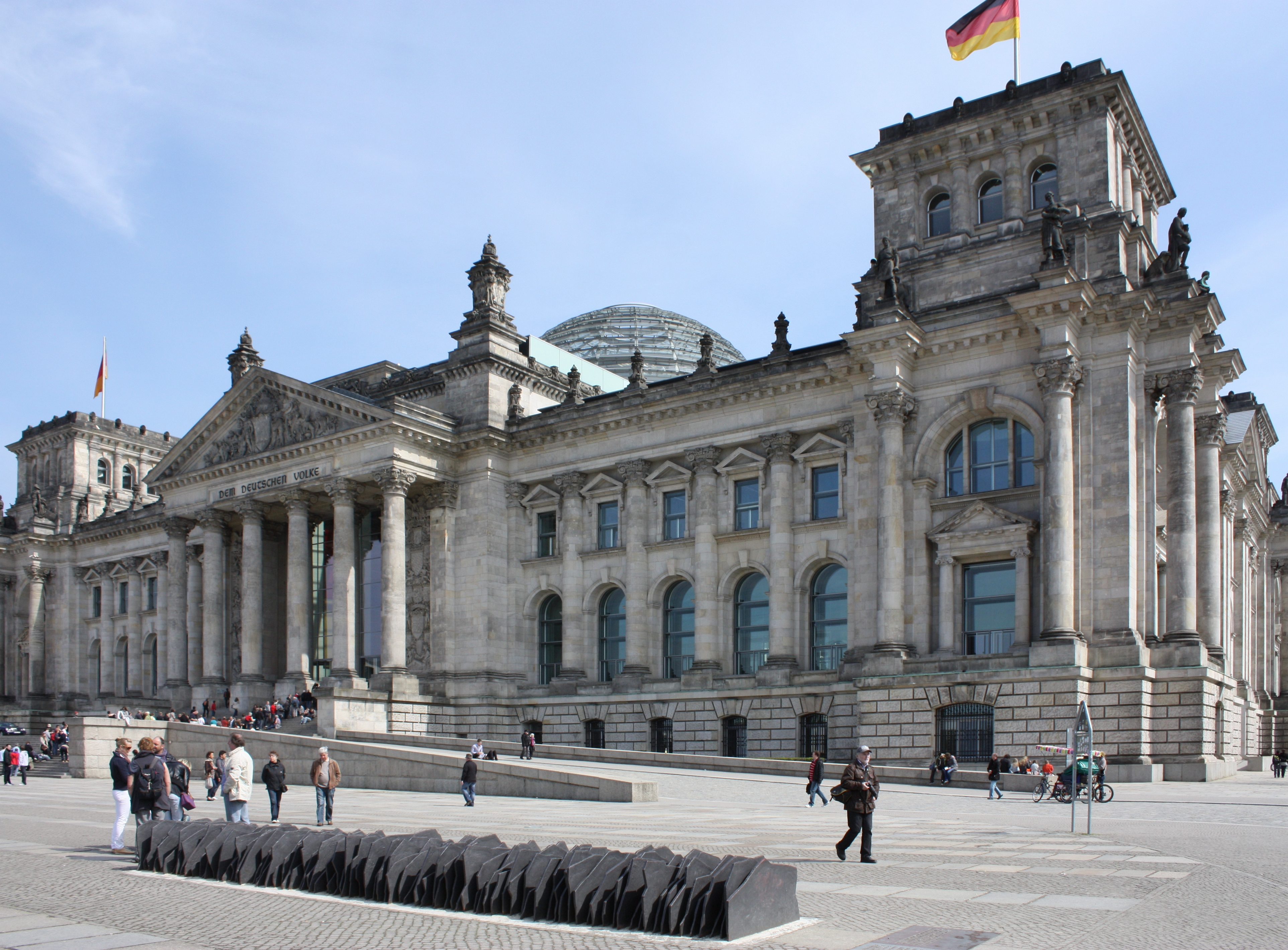
Gedenktafeln am Reichstag

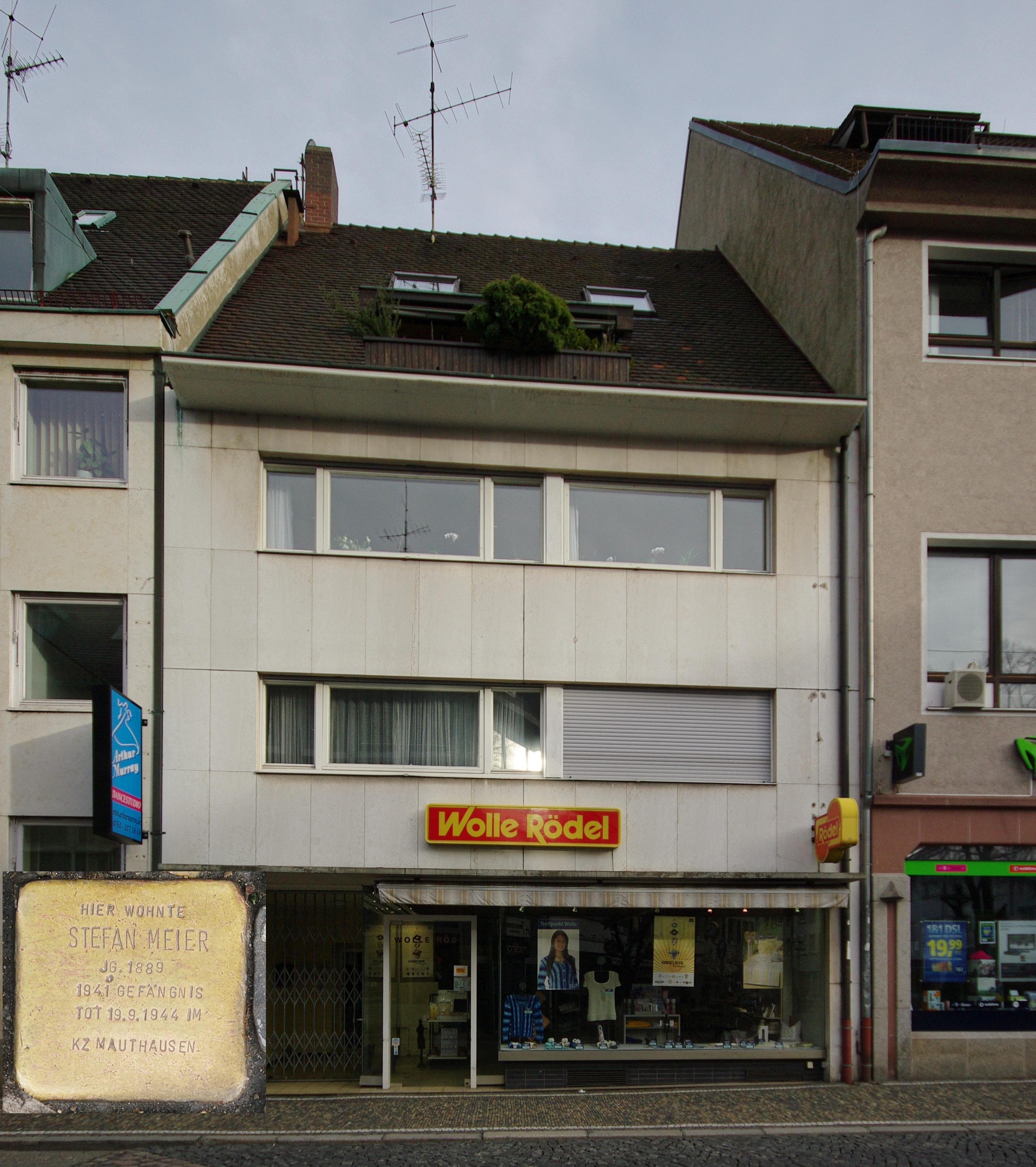
Der Stolperstein für Stefan Meier vor dessen ehemaligem Wohnhaus in Freiburg

1946/1947 benannte die Stadt Freiburg die Bismarckstraße zu Meiers Ehren in Stefan-Meier-Straße um.
1989 veranstaltete die Stadt Freiburg, anlässlich von Meiers 100. Geburtstag, eine Gedenkveranstaltung im Historischen Ratssaal des Freiburger Rathauses, bei der Meier von Oberbürgermeister Rolf Böhme geehrt wurde. Seit 1992 erinnert in Berlin, in der Nähe des Reichstags, eine der 96 Gedenktafeln für von den Nationalsozialisten ermordete Reichstagsabgeordnete an Meier.
Seit 2008 erinnert ein Stolperstein vor Meiers ehemaligen Wohnhaus in der Freiburger Merianstraße 11 an sein politisches Wirken und seinen gewaltsamen Tod, seit 2013 ebenfalls ein Stolperstein vorm Basler Hof, Freiburgs einstiger Gestapo-Zentrale. Die 2016 im Augustinermuseum Freiburg eingerichtete Sonderausstellung „Nationalsozialismus in Freiburg“, erwähnte Stefan Meier unter den exemplarischen Biografien.

## Nachlass
Meiers Nachlass lagert heute unter der Kennung K1/85 im Stadtarchiv Freiburg. Er enthält Korrespondenzen und persönliche Aufzeichnungen, Zeitungsausschnitte über Meier, Unterlagen zum Prozess gegen Meier sowie Unterlagen zur Würdigung Meiers nach 1945. Hinzu kommen Interview-Protokolle und Aufzeichnungen von Verwandten, Freunden und Bekannten Meiers über ihn aus der Zeit nach 1945.